# Torneo de Houston 2025
El U.S. Men's Clay Court Championships 2025 fue un torneo de tenis que perteneció a la ATP en la categoría de ATP Tour 250. Se disputó entre el 31 de marzo y el 6 de abril de 2025 sobre polvo de ladrillo en el River Oaks Country Club en Houston (Estados Unidos).

## Distribución de puntos
| Modalidad            | Campeón | Finalista | Semifinales | Cuartos de final | 2ª ronda | 1ª ronda | Clasificados | 2ª ronda de clasificación | 1ª ronda de clasificación |
| Individual masculino | 250     | 165       | 100         | 50               | 25       | 0        | 13           | 7                         | 0                         |
| Dobles masculino     | 250     | 150       | 90          | 45               | 20       | 0        | -            | -                         | -                         |

## Cabezas de serie

### Individuales masculino
| Tenista                 | Ranking | Preclasificado |
| Tommy Paul              | 13      | 1              |
| Frances Tiafoe          | 17      | 2              |
| Alejandro Tabilo        | 31      | 3              |
| Brandon Nakashima       | 32      | 4              |
| Alex Michelsen          | 33      | 5              |
| Jordan Thompson         | 37      | 6              |
| Tomás Martín Etcheverry | 44      | 7              |
| Kei Nishikori           | 64      | 8              |

- Ranking del 17 de marzo de 2025.[2]

### Dobles masculino
| Tenista                         | Ranking | Preclasificado |
| Robert Galloway Jackson Withrow | 54      | 1              |
| Christian Harrison Evan King    | 65      | 2              |
| Austin Krajicek Rajeev Ram      | 82      | 3              |
| Rinky Hijikata Jordan Thompson  | 123     | 4              |

## Campeones

### Individual masculino
Jenson Brooksby venció a  Frances Tiafoe por 6-4, 6-2

### Dobles masculino
Fernando Romboli /  John-Patrick Smith vencieron a  Federico Gómez /  Santiago González por 6-1, 6-4